# Дюжарден, Феликс
Феликс Дюжарден (фр. Felix Dujardin, 5 апреля 1801 Тур — 8 апреля 1860, Ренн) — французский естествоиспытатель, геолог и зоолог.
С 1827 до 1834 год был профессором геологии и химии в Туре, затем — геологии и минералогии в Тулузе, а с 1839 года — зоологии и ботаники в Рейне. Исследования Дюжардена имели важное значение для многих отделов зоологии. Так, он первый выступил противником взглядов Эренберга на строение инфузорий и показал, что они, подобно корненожкам, состоят из живого органического вещества, которое он назвал саркодой (sarcode).Также Дюжарден впервые обнаружил в мозгу насекомых грибовидные тела.  Важное значение имеют также его исследования гельминтов. Он доказал впервые происхождение медуз из почек полипов. 

## Труды
- Mémoire sur les couches du sol en Touraine et descriptions des coquilles de la craie des faluns (1837). Архивная копия от 6 марта 2014 на Wayback Machine
- Histoire naturelle des zoophytes. Infusoires, comprenant la physiologie et la classification de ces animaux, et la manière de les étudier à l’aide du microscope (1841). doi:10.5962/bhl.title.10127 doi:10.5962/bhl.title.51143
- Nouveau manuel de l’observateur au microscope (1842).  doi:10.5962/bhl.title.51229
- Histoire naturelle des helminthes ou vers intestinaux. xvi, 654+15 pp. + Plates (1845).   doi:10.5962/bhl.title.10123
- Histoire naturelle des zoophytes échinodermes : comprenant la description des crinoïdes, des ophiurides, des astérides, des échinides et des holothurides. Librairie encyclopédique de Roret, Paris 1862 doi:10.5962/bhl.title.10122
- Mémoire sur le système nerveux des insectes. In: Annales des sciences naturelles. Zoologie (Unterreihe), 3. Serie, Bd. 14 (1850), S. 195—206.